# Ateas
Ateas, Atheas, Ateia, Ataias, Atej, Ateus (ur. ok. 429 p.n.e., zm. 339 p.n.e.) – władca Scytów, twórca potęgi państwa scytyjskiego w V i IV wieku p.n.e.
Opisywany przez pisarzy starożytnych – Strabona, Plutarcha, Klemensa z Aleksandrii, Pompejusza Trogusa. 

## Rządy
Nie jest jasne czy Ateas wywodził się, czy nawet był związany z dotąd panującą dynastią scytyjską. Wielu historyków widzi w nim uzurpatora, który przejął władzę nad Scytią siłą, eliminując przedstawicieli poprzedniej dynastii. Około połowy IV wieku p.n.e. rozciągnął swoją władzę na rozległe tereny Nadczarnomorza od Donu do Dunaju, a stolicą jego państwa był gród nad Dnieprem, znany obecnie historykom i archeologom pod nazwą Grodzisko Kamjanśke. Strabon pisał, że Ateas był władcą „wielkiej liczby Scytów”. 
Plutarch pozostawił kilkanaście anegdot dotyczących charakteru Ateasa i jego stosunku do kultury greckiej. Pewnego razu Ateasa wezwał jeńca Ismaniasza, doskonałego gracza na fujarce, i nakazał mu zagrać. I wtedy, kiedy inni podziwiali grę Ismaniasza, władca stwierdził, że bardziej przyjemnym byłoby dla niego usłyszeć końskie rżenie.
Ateas prowadził ożywioną działalność polityczną i militarną. W pismach Klemensa z Aleksandrii zachował się list Ateasa do obywateli greckiego miasta Bizancjum, w którym grozi on, że będzie poił konie pod murami miasta. Znane jest także jego zwycięstwo nad trackimi Tryballami oraz walki z Istryjczykami.

## Wojna z Filipem Macedońskim
Wojna z Istryjczykami nie miała jednak pomyślnego dla Scytów przebiegu. Wówczas to – według rzymskiego historyka Pompejusza Trogusa - zwrócił się Ateas o pomoc do Filipa II Macedońskiego o wsparcie. Ten pomoc wysłał, postawił jednak warunek: Ateas, liczący w tym czasie 90 lat, uczyni Filipa swoim następcą. Tym samym, po śmierci Ateasa, Filip miałby się stać  władcą Scytii. Ateas się zgodził. Wtedy właśnie jednak zmarł władca Istryjczyków i wojna wygasła. Ateas odprawił więc Macedończyków, a Filipowi oświadczył, że ma własnego syna i nowy następca nie jest mu potrzebny. Filip próbował pertraktować, żądając ustępstw i zwrotu kosztów poniesionych przez niego wydatków, Ateas  jednak nie ustąpił. Filipa niepokoiło także zainteresowanie Scytów Tracją i Bizancjum, które uważał za strefę wpływów grecko-macedońskich. 
Pretekstem do wojny było niewyrażenie zgody przez Ateasa na postawienie przez Filipa posągu Heraklesa przy ujściu Dunaju, do czego się miał rzekomo zobowiązać Filip podczas oblężenia Bizancjum. Scytyjski władca odmówił, zaproponował jednak, że sam ustawi taki posąg w jego imieniu. Nastąpiło zerwanie stosunków dyplomatycznych i Macedończycy ruszyli przeciwko Scytom. W stoczonej nad brzegami Dunaju bitwie ponieśli klęskę, a ich król zginął.

## Znaczenie
Panowanie Ateasa było okresem największego rozkwitu i największej potęgi państwa scytyjskiego. Śmierć władcy i poniesiona przez Scytów klęska stały się początkiem ich upadku. 